# 1699 în literatură
- 1698 în literatură — 1699 în literatură — 1700 în literatură

Anul 1699 în literatură a implicat o serie de evenimente și cărți noi semnificative.

## Cărți noi
- Richard Bentley - A Dissertation upon the Epistles of Phalaris
- Thomas Brown - A Collection of Miscellany Poems, Letters, etc.
- William Dampier - Voyages and Descriptions (vol. ii)
- John Dunton - The Dublin Scuffle
- Thomas D'Urfey - A Choice Collection of New Songs and Ballads
- George Farquhar - The Adventures of Covent-Garden
- François Fénelon - Telemaque
- John Hughes - The Court of Neptune
- George Keith - The Deism of William Penn, and his Brethren
- William King - The Furmetary
  - - A Journey to London
- Gerard Langbaine - The Lives and Characters of the English Dramatick Poets
- Roger L'Estrange - Fables and Storyes Moralized
- John Locke - Mr Locke's Reply to the Right Revered the Lord Bishop of Worcester's Answer to his Second Letter
- Frances Norton - Reliquae Gethinianae
- John Oldmixon - Reflections on the Stage, and Mr Collier's Defence of the Short View
- John Pomfret - The Choice
- Nahum Tate - Elegies
- John Toland - The Life of John Milton
  - - Amyntor; or, A Defence of Milton's Life
- Thomas Traherne - A Serious and Pathetical Contemplation of the Mercies of God
- William Wake - The Principles of the Christian Religion Explained
- Ned Ward - A Trip to New-England
- James Wright - Historia Histrionica